# Andinsk solitärtrast
Andinsk solitärtrast (Myadestes ralloides) är en fågel i familjen trastar inom ordningen tättingar.

## Utseende och läte
Andinsk solitärtrast är en liten trast med anspråkslös fjäderdräkt. Ovansidan är rostbrun och undersifan grå. Könen är lika. Sången är mycket vacker, med korta eteriska flöjtande fraser som vanligen avges i långa lugna serier.

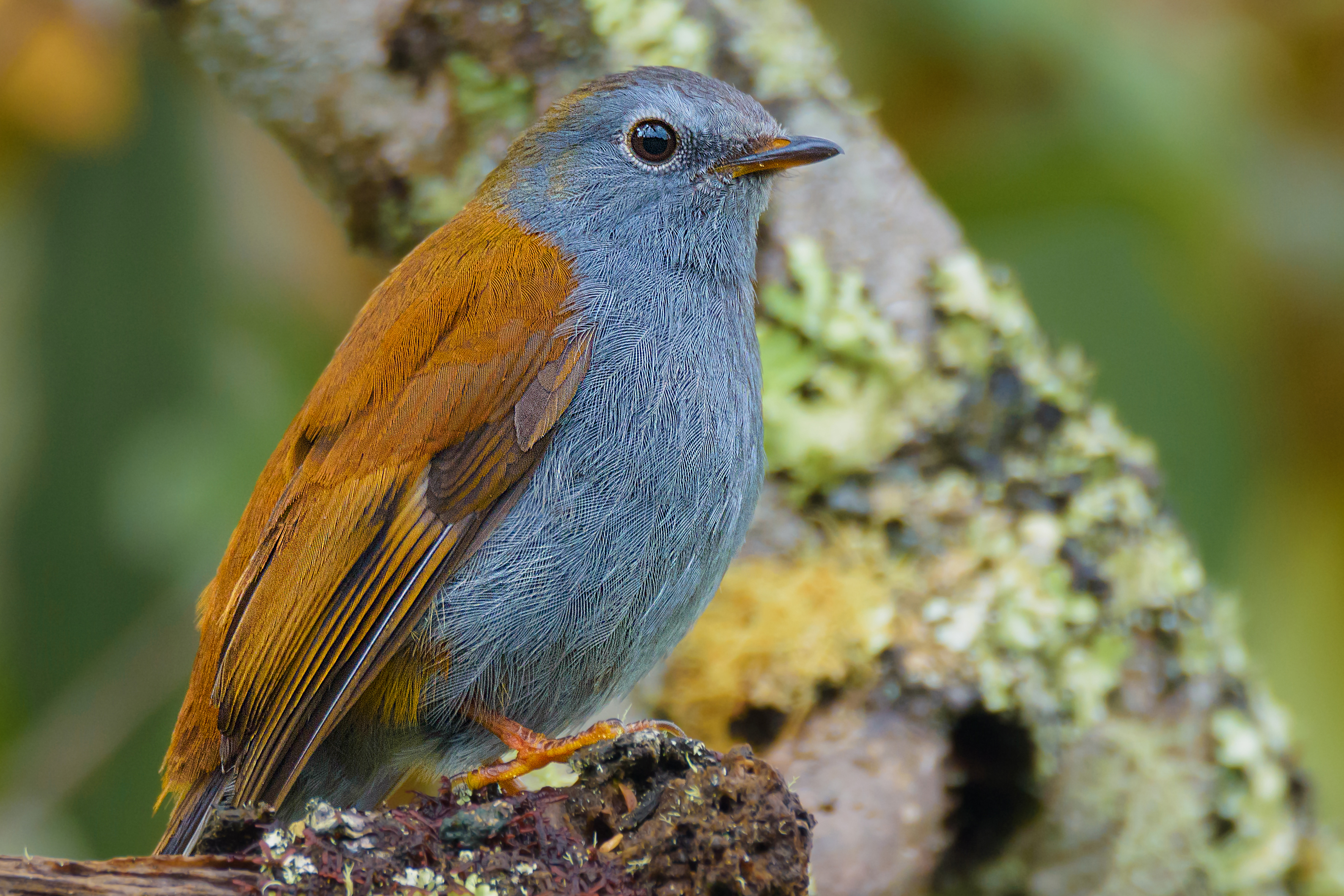

## Utbredning och systematik
Andinsk solitärtrast förekommer i Anderna från Colombia till norra Bolivia. Den delas in i fyra underarter med följande utbredning:
- Myadestes ralloides plumbeiceps – västra och centrala Anderna i Colombia och västra Ecuador
- venezuelensis/candelae-gruppen
  - Myadestes ralloides candelae – norra och centrala Colombia (Magdalena Valley)
  - Myadestes ralloides venezuelensis – östra Anderna i Colombia till norra Venezuela, östra Ecuador och norra Peru
- Myadestes ralloides ralloides – centrala Peru (La Libertad och Huánuco) till norra Bolivia

## Levnadssätt
Andinsk solitärtrast hittas i molnskogar på mellan 1000 och 2500 meters höjd. Där påträffas den oftast när den besöker fruktbärande träd. Den hörs relativt ofta men kan vara svår att få se när den håller sig på en och samma sittplats under långa perioder.

## Status och hot
Arten har ett stort utbredningsområde, men tros minska i antal, dock inte tillräckligt kraftigt för att den ska betraktas som hotad. Internationella naturvårdsunionen IUCN listar arten som livskraftig (LC).